# Riddarholmen

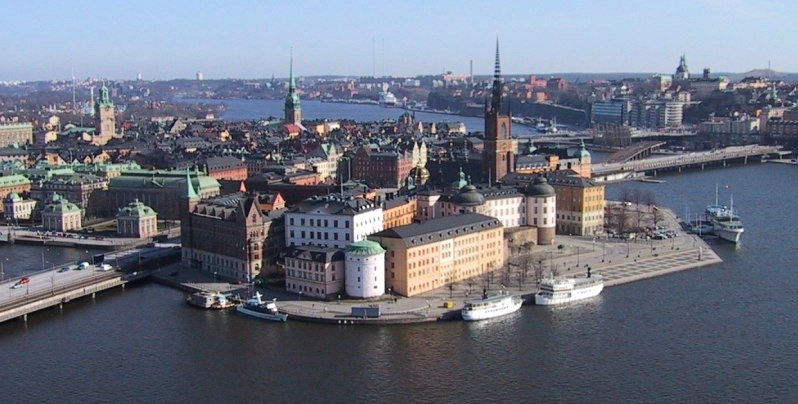
Riddarholmen vista primer plano, detrás Kungsholmen.

Riddarholmen, literalmente "el islote de los caballeros", es una pequeña isla del centro de Estocolmo, en Suecia.
Forma parte de Gamla Stan, la vieja ciudad de Estocolmo, y alberga numerosos palacios del siglo XVII. La principal atracción de la isla es su iglesia, Riddarholmskyrkan, que fue el lugar oficial de entierro de los reyes suecos desde el siglo XVI.
La costa occidental de la isla ofrece una vista excepcional sobre la bahía de Riddarfjärden, así como sobre el Ayuntamiento de Estocolmo.
Una estatua de Birger Jarl, considerado como el fundador de la ciudad, se encuentra sobre una columna al norte de Riddarholmskyrkan.

## Historia
El nombre más antiguo que se conoce de la isla es Kidaskär ("Islote rocoso de las cabras"). En el siglo XII se construyó allí un monasterio franciscano y el nombre de la isla se cambió a Gråmunkeholmen ("El islote de los monjes grises").
Durante la Reforma, la isla se transformó, el monasterio se cerró y se convirtió en una iglesia, y, en 1638, la isla tomó su nombre actual.